# Gommorsberget
Gommorsberget är ett naturreservat i Ljusdals kommun i Gävleborgs län.
Området är naturskyddat sedan 2009 och är 40 hektar stort. Reservatet ligger  på Gommorsbergets södra sluttning  och består främst av granskog men även av tall och lävträd. 